# Wollastonit
Wollastonit är ett kalciumsilikatmineral (Ca3[Si3O9]) och ett inosilikat inom pyroxengruppen som kan innehålla små mängder av järn, magnesium och mangan substituerande för kalcium. Den är oftast vit. Den bildas när oren kalksten eller en dolomitbergart  utsätts för hög temperatur och högt tryck, ibland i närvaro av kiseldioxidbärande fluider. Wollastonit kan ingå i skarn eller kontaktmetamorfa bergarter. Associerade mineral inkluderar granater, vesuvianit, diopsid, tremolit, epidot, plagioklas, pyroxen och kalcit. Wollastonit är uppkallad efter den engelska kemisten och mineralogen William Hyde Wollaston (1766-1828). Parawollastonit och Pseudowollastonit är två monoklina polytyper.

## Egenskaper
Wollastonit förekommer som bladade kristallmassor eller nålformade kristaller. Wollasonit har vanligtvis en vit färg, men är ibland krämfärgad, grå eller mycket ljust grön. Streckfärgen hos wollastonit är vit, dess Mohshårdhet är 4,5-5 och densitet är 2,87-3,09. Den har mer än ett spaltplan med en perfekt spaltning på {100}, bra spaltning på {001} och {102} och en ofullkomlig spaltning på {101}. Det är vanligt att wollastonit har en tvillingaxel [010], ett kompositionsplan (100). Glansen är vanligen glasglans till pärlemor. Smältpunkten för wollastonit är ca 1 540 ˚C.

## Förekomst
De största förekomsterna finns i Kina, Indien, USA, Mexiko och Finland. I Sverige har wollastonit påträffats i Ädelfors och Alnön. Andra svenska förekomster är Banmossen Uppland, Gåsgruvan och Ängruvorna i Värmland samt Tennbergets och Hönsarvsbergets kalkbrott i Dalarna.

## Användning
Wollastonit har industriell betydelse över hela världen. Den används i många branscher, främst av kakelfabriker som har införlivat den i tillverkningen av keramik för att förbättra många aspekter, och detta på grund av dess flussmedelsegenskaper, frihet från flyktiga beståndsdelar, vithet och nålartade partikelform.
I metallurgiska tillämpningar tjänar wollastonit som flussmedel vid svetsning, är en källa för kalciumoxid, modifierar slaggegenskapen och skyddar ytan av smält metall under kontinuerlig gjutning av stål. 
Som tillsats i färg, förbättrar den hållbarheten på färgfilmen, fungerar som en pH- buffert, förbättrar dess motståndskraft mot väderpåverkan, reducerar glans, minskar pigmentförbrukning, och fungerar som ett suspensionsmedel. 

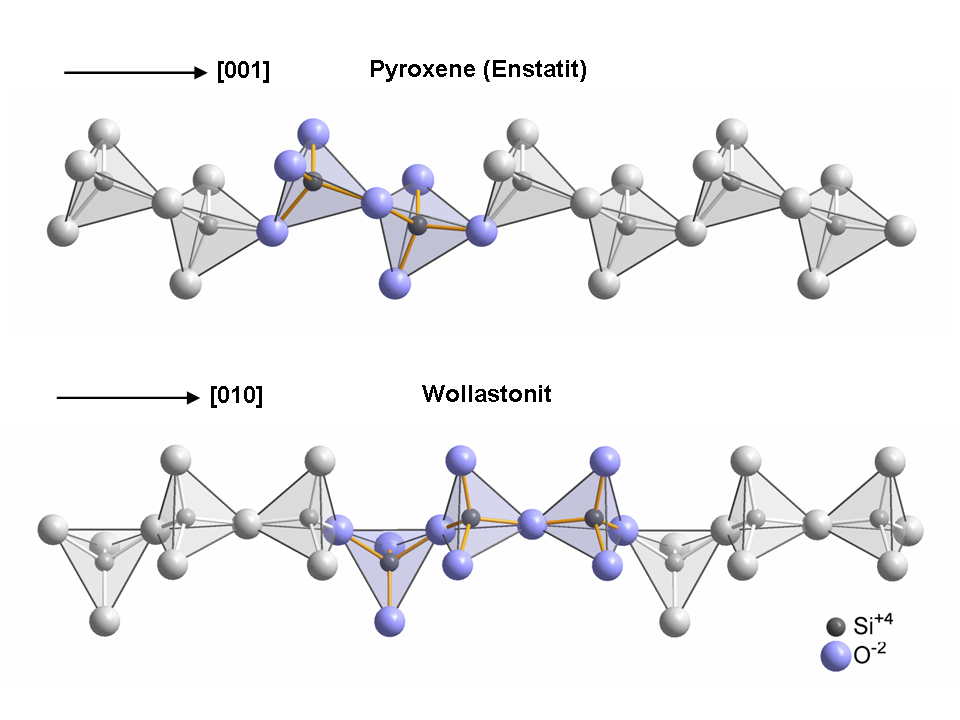
Silikatkedja hos enstatit (pyroxen) respektive hos wollastonit

 I plaster förbättrar wollastonit drag- och böjhållfasthet, minskar plastförbrukningen och förbättrar termisk- och dimensionsstabilitet vid förhöjda temperaturer.